# Garancspetróc
Garancspetróc (szlovákul: Granč-Petrovce, németül: Grantsch-Petrowitz) község Szlovákiában, az Eperjesi kerület Lőcsei járásában. Garancs és Petróc községek egyesülésével jött létre.

## Fekvése
Szepesváraljától 4 km-re keletre fekszik.

## Története
A régészeti leletek tanúsága szerint a község területén már i. e. 4000 körül is éltek emberek.
A mai település eredetileg két faluból állt.

### Garancs
Garancsot 1344-ben „Granch” alakban említik először, a Szepesi tízlándzsás székhez tartozott. A falu helyi nemesek tulajdonában volt, a Garancsi és a Petróczy család birtoka. 1787-ben 10 háza állt 72 lakossal.
A 18. század végén Vályi András így ír róla: „GRANTZ. vagy Grontz. Tót falu Szepes Vármegyében, földes Ura Guldenfinger Uraság, lakosai katolikusok, fekszik Vallendorfhoz fél mértföldnyire. Határbéli földgye jó termékenységű, legelője szoross, fája is kevés, eladásra jó módgya, ’s jeles vagyonnyai szerént első Osztálybéli.”
1828-ban 15 házában 117 lakos élt.
Fényes Elek 1851-ben kiadott geográfiai szótárában így ír a faluról: „Gráncs, tót falu, Szepes vmegyében, Zsegra fil. 117 kath. lak. F. u. Gundelfinger.”

### Petróc
A tatárjárás előtti években keletkezett a zsigrai uradalom területén. Alapítója Zsigrai Péter volt, akiről nevét a település kapta. Első említése 1292-ből való „Petrouichsygra” alakban. A falu helyi nemesek tulajdonában volt, a Garancsi és a Petróczy család birtoka. Petrócot 1345-ben „Ptreuch Sygreie”, 1359-ben „Petrouch”, 1464-ben „Petrocz” néven említik az írott források. 1644-ben dögvész pusztította. 1787-ben 21 háza volt 173 lakossal.
A 18. század végén Vályi András így ír róla: „PETRÓCZ. Petrovcze. Tót falu Szepes Vármegyében, földes Ura Petróczy Uraság, lakosai katolikusok, fekszik Zsegréhez nem meszsze, mellynek filiája, határbéli földgye is hozzá hasonlító.”
1828-ban 15 házában 118 lakos élt.
Fényes Elek 1851-ben kiadott geográfiai szótárában így ír a faluról: „Petrócz, tót falu, Szepes vgyében, Zsegra fil., 118 kath. lak. F. u. a Petróczy nemzetség. Ut. post. Lőcse.”

### Garancspetróc
A két falu a 19. század közepén egyesült. 1904-ben Zárról (Ždiar) 14 gorál család érkezett a faluba. A trianoni diktátum előtt Szepes vármegye Szepesváraljai járásához tartozott.
A háború után lakói főként mezőgazdasági idénymunkásokként dolgoztak, mások kosárfonással foglalkoztak.

## Népessége
| Év:            | 1994. | 2004.   | 2014.   | 2024.   |
| -------------- | ----- | ------- | ------- | ------- |
| Emberek száma: | 589   | 597     | 608     | 663     |
| Eltérés:       |       | +1,35 % | +1,84 % | +9,04 % |

| Év:            | 2023. | 2024.   |
| -------------- | ----- | ------- |
| Emberek száma: | 657   | 663     |
| Eltérés:       |       | +0,91 % |

1910-ben 204, túlnyomórészt szlovák lakosa volt.
2001-ben 590 lakosából 585 szlovák volt.
2011-ben 601 lakosából 592 szlovák.

## Nevezetességei
- Szent Márton tiszteletére szentelt régi, római katolikus temploma 1626-ban épült, 1815-ben megújították.
- Új Szent Márton temploma 1994-ben épült.
- A Petróczy család kastélya 1815-ben épült.

## Híres emberek
- A petróci kastélyban született 1876-ban Petróczy István repülőtiszt, a helikopterek építésének úttörője, a magyar polgári légi közlekedés alapjainak megteremtője.